# Silva Editorial
Silva Editorial  es una editorial española, con sede en Tarragona. Edita fundamentalmente en catalán.

## Historia
Creada por la empresa Nou Silva Equips para productos bibliográficos y audiovisuales, se constituyó en Cataluña en 2000 con Manuel Rivera, Agustí Gutiérrez y Ana Santos. Su sede central está ubicada en Tarragona, aunque también cuenta con una delegación en Madrid. En 2019 llegó a los 450 títulos desde su fundación.

### Reconocimientos
Durante su trayectoria ha recibido varios premios y reconocimientos:
- Premios de radio: RAC (2000) al programa Dunas de Constantí Ràdio, emisora fundada por Manuel Rivera y la Diputación de Barcelona (2001)
- Premio Patronato de Turismo de la Costa Daurada (2002)
- Mejor empresa innovadora (Ayuntamiento de Tarragona, 2003)
- Premio Civismo de la Generalidad de Cataluña (2012)